# La roulotte di Topolino
La roulotte di Topolino (Mickey's Trailer) è un film del 1938 diretto da Ben Sharpsteen. È un cortometraggio d'animazione della serie Mickey Mouse, distribuito negli Stati Uniti dalla RKO Radio Pictures il 6 maggio 1938. Nell'aprile del 1997 fu inserito nel film di montaggio direct-to-video I capolavori di Topolino.

## Trama
Topolino, Paperino e Pippo vivono in quella che sembra una normale casetta in mezzo alla natura. Una mattina, vedendo che è una bella giornata, Topolino tira una leva e la casa si trasforma in una roulotte, ritirando dentro di sé il giardino e la finta ambientazione (i tre si trovano in realtà in una discarica cittadina) ed espellendo l'auto in cui Pippo dormiva. Pippo inizia a guidare attraverso la campagna, mentre Topolino prepara la colazione e, tramite dei pulsanti, converte la camera da letto in cui Paperino sta ancora dormendo prima in un bagno e poi in una sala da pranzo.
Quando Topolino suona il triangolo per avvisare che la colazione è pronta, Pippo lascia il posto di guida con l'auto ancora in moto e raggiunge gli altri sulla roulotte. Il veicolo e la roulotte si infilano così in una strada chiusa in salita. Dopo diversi contrattempi durante il pasto, Topolino si accorge che nessuno è alla guida. Pippo torna precipitosamente alla guida dell'auto passando dal finestrino, ma così facendo sgancia inconsciamente la roulotte, che inizia a scendere vertiginosamente lungo la discesa, rischiando di finire in un precipizio e di schiantarsi contro un camion e due treni. Al termine della discesa la roulotte, i cui interni sono ormai distrutti, si riaggancia miracolosamente all'auto di Pippo, che passa in quel momento.

## Distribuzione

### Edizione italiana
Il corto fu distribuito in Italia il 7 dicembre 1960 in lingua originale, come primo episodio del programma I 4 filibustieri. Tale titolo fu quindi dato anche al cortometraggio, benché Pluto non vi compaia. Fu doppiato in italiano nel 1979 dalla DEFIS su dialoghi di Roberto De Leonardis e incluso nel film di montaggio Buon compleanno, Topolino (1978). Tale doppiaggio del corto fu poi incluso nell'omonima videocassetta, uscita nel settembre 1982. Negli anni '80, per la trasmissione televisiva, il corto fu ridoppiato alterando la colonna sonora presente durante i dialoghi. Nel 1994 fu eseguito un secondo ridoppiaggio ad opera del Gruppo Trenta per l'inclusione nella VHS Topolino lupo di mare che venne poi utilizzato in tutte le successive occasioni.

### Cinema
- I 4 filibustieri (7 dicembre 1960)[3]
- Buon Compleanno Topolino (settembre[8][9] 1979)[4][5][6]

### Edizioni home video

#### VHS
America del Nord
- On Vacation with Mickey and Friends (1981)
- Special Edition (15 novembre 1988)
- The Spirit of Mickey (14 luglio 1997)

Italia
- Buon compleanno Topolino (settembre 1982)[4]
- C'era una volta un topo (aprile 1986)[10]
- Topolino lupo di mare (marzo 1994)[7]
- I Capolavori di Topolino (aprile 1997)[2]
- Topolino: un eroe... mille avventure (19 settembre 2000)[11][12]

#### DVD
Una volta restaurato, il cortometraggio fu distribuito in DVD nel secondo disco della raccolta Topolino star a colori, facente parte della collana Walt Disney Treasures e uscita in America del Nord il 4 dicembre 2001 e in Italia il 21 aprile 2004. È inoltre presente nel DVD del 2005 Extreme Adventure Fun, sia nell'edizione nordamericana (uscita il 31 maggio come settimo volume della collana Classic Cartoon Favorites) sia in quella italiana (uscita il 16 novembre), e in Topolino: Sole, sale e sport uscito in Italia il 29 giugno 2006.